# Pendolino
Pendolino (iz italijanske besede pendolo, ki v prevodu pomeni nihalo oz. nihati) je  splošno skupno poimenovanje za italijansko skupino hitrih nagibnih vlakov, ki so v uporabi na železnicah v Italiji, Španiji, na Poljskem, v Sloveniji, na Finskem, v Rusiji, na Češkem, Slovaškem, v Združenem kraljestvu, Švici in na Kitajskem.
Njihova posebnost je, da se ob vožnji v ovinek nagibajo, zaradi nagiba pa lahko skozi ovinke vozijo do 35% hitreje kot vlaki s togim podvozjem.

## Razvoj

### ETR 401
Začetek razvoja vlakov tipa Pendolino sega v leto 1970, ko je bil izdelan prvi prototip. Po številnih izboljšavah in številnih opravljenih testih so leta 1975 izdelali prvi vlak tipa Pendolino, z oznako ETR 401. Tedaj je bil to vlak najvišjega standarda, vozil pa je na progi med Rimom in Neapljem. Žal pa je zaradi tedanje italijanske politike, ki ni vzpodbujala železniškega prometa, projekt obstal na stranskem tiru in ni doživel nadaljnjega razvoja.

### ETR 450
Leta 1982 so se italijanske železnice odločile za ponoven zagon projekta. Odkupile so nagibno tehnologijo propadlega britanskega projekta APT ter popolnoma spremenile vlečni sistem. Tako so leta 1987 predstavile nov model ETR 450. Vlak se na ovinkih lahko nagne do 13°, njegov vlečni sistem pa je razporejen po celotni dolžini vlaka, kar omogoča lažje nagibanje. ETR 450 vozi po celi Italiji, njegova hitrost v komercialni uporabi pa je okoli 250 km/h.

### ETR 460
Leta 1993 je bila predstavljena naslednja generacija vlaka Pendolino in sicer model ETR 460, katerega dizajn je prispeval italijanski industrijski oblikovalec Giorgetto Giugiaro (na Slovenskem znan kot oblikovalec avtomobila Yugo). ETR 460 je vseboval številne izboljšave, ki so še dodatno dvignile raven potovanja. Nagib na ovinkih je bil zaradi varnostnih razlogov zmanjšan na 8°. Vlak ima nizko osno obremenitev (14,5 ton/ os), kar je takrat pomenilo, da je ovinke premagoval do 35% hitreje kot ostali vlaki brez nagibne tehnologije.

#### ETR 310 v Sloveniji
Slovenske železnice imajo v uporabi tri kompozicije tipa Pendolino ETR 310 (varianto tipa ETR 460), na Slovenskem so znane tudi kot vlaki ICS (Intercity Slovenia). Ti vlaki vozijo na relaciji Maribor-Ljubljana od leta 2000. Kasneje so bili vpeljani tudi na relaciji Koper-Ljubljana-Maribor (nekajkrat na teden) in Maribor-Graz (Gradec).
Slovenska različica vlaka Pendolino ETR 310 ima dva razreda: 2. razred in 1. razred. Vagoni so pri vsakem vlaku trije, prostora v njih pa je za okoli 160 potnikov. Največja dovoljena hitrost vlakov Pendolino ETR 310 je 200 km/h, vendar je zaradi veljavne zakonodaje v Republiki Sloveniji omejena na največ 160 km/h (na odseku proge Pragersko-Maribor). Rekordna hitrost, ki jo je vlak dosegel na slovenskih tirih, sicer znaša 207 km/h, dosežena pa je bila na odseku proge Pragersko-Maribor (v postopku testiranja in pridobitve homologacije vozila).

### ETR 470
Kasneje sta izšli še izboljšani različici ETR 460 in sicer ETR 470 za italijansko-švicarsko podjetje Cisalpino ter ETR 480 za italijanskega operaterja Trenitalia.

### New Pendolino (ETR 600 in ETR 610)
Leta 2000 je francoska družba Alstom kupila družbo Fiat Ferroviaria, ki je dotedaj razvijala vlakovne kompozicije tipa Pendolino. Leta 2006 je bila predstavljena nova generacija poimenovana »New Pendolino«. Konstruirana sta bila dva nova vlaka ETR 600 in ETR 610, ki sta izpolnjevala zahteve podjetij Cisalpino in Trenitalia. Vlaka imata veliko izboljšav glede na prejšnjo generacijo. Da bi izboljšali zanesljivost je bila povečana vlečna moč vozila, povišala pa se je tudi raven redundance komponent in opreme. Vlaka pa sta dobila tudi stilske izboljšave tako zunanjosti kot tudi notranjosti. Razlika med ETR 600 se od ETR 610 je, da je ETR 610 narejen za Nemčijo in Švico in podpira napetosti in signalizacije po tamkajšnjih uporabljenih standardih.